# Route 113 (Québec)
Die Route 113 ist eine Nationalstraße (Route nationale) der kanadischen Provinz Québec und führt durch die Verwaltungsregionen  Nord-du-Québec und Abitibi-Témiscamingue.

## Streckenbeschreibung
Die 366,4 km lange Überlandstraße führt 11 km südlich von Chibougamau am Abzweig der Route 167 in westlicher Richtung am Flugplatz Aéroport de Chibougamau-Chapais vorbei nach Chapais und weiter in südwestlicher Richtung nach Lebel-sur-Quévillon und Senneterre. Nach weiteren 37 km in südlicher Richtung endet die Fernstraße an der Route 117, die Teil des Trans-Canada-Highways ist.